# Delftsche Zwervers
Studentenstam De Delftsche Zwervers is een kleine studentenvereniging in Delft die wekelijks bijeenkomt in de achterste toren van het monumentale Delftse Kruithuis (gebouwd 1660 door Pieter Post). De Delftsche Zwervers is ontstaan als onderdeel van de Nederlandse scoutingbeweging, en is waarschijnlijk de oudste studentenscoutingvereniging ter wereld.
De vereniging kent een open karakter en heeft geen ontgroening, verplichte introductietijd of een jaarlijkse uiterste aanmelddatum.

## Ontstaansgeschiedenis

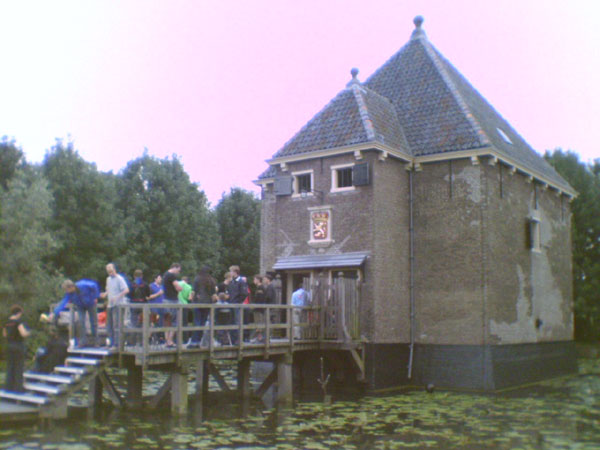
De Delftsche Zwervers na een maaltijd op donderdagavond; uitbuiken en napraten op de steiger voor de toren

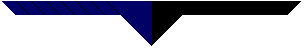
Blauw-Zwarte Groepsdas

Op 11 oktober 1920 ontstond De Delftsche Zwervers als een voortrekkersstam voor studenten. Hiermee volgde de vereniging De Delftsche Studentenclub van Oud-Padvinders op, die op 8 november 1915 was opgericht, hierdoor is de Delftsche Zwervers waarschijnlijk de oudste studentenstam ter wereld. Tot het eind van de jaren 60 was de vereniging diep geworteld in Scouting, maar was altijd erg kritisch ten opzichte van de overkoepelende organisatie. Daarna veranderde de groep meer en meer in een studentenvereniging, maar de vereniging heeft nog steeds banden met Scouting. De laatste decennia wisselt het ledenaantal tussen de 10 en de 40. Het maximaal aantal leden was 50 in 1991-1992.
De naam is een vroege vertaling van het Engelse woord 'rover' dat later officieel vertaald is als voortrekker.

## Huisvesting
In de eerste jaren kwamen de leden op wisselende plaatsen, vaak bij mensen thuis, bij elkaar. Tot 1941 wekelijks bij Tonia Meijers, de "Zwerversmoeder". Tonia, bijna blind en al jong weduwe geworden, verhuisde terug naar Delft toen haar zoon Cor Meijers, een actieve padvinder, daar aan de Technische Hogeschool ging studeren. Om iets bij te verdienen hield zij koffietafels voor studenten. De Delftsche Zwervers ontstond tijdens deze koffietafels uit Cor en de andere padvinders waar hij op de TH mee bevriend raakte. In 1957 werd een stamhut betrokken, die echter na één jaar alweer afgebroken moest worden. Een andere ruimte werd binnen een jaar verlaten vanwege de hoge huur. In 1966 betrok de stam de achterste kruittoren van het Kruithuiscomplex, in 1970 werd verhuisd naar het poortgebouw, waar de stam meer dan tien jaar bij elkaar kwam, tot ze in 1981 weer verhuisde naar de achterste kruittoren. In 1994 bleek dat de gemeente Delft de onderhoudsachterstand van 5 miljoen gulden van het Kruithuiscomplex niet kon opbrengen en was er sprake van mogelijke verkoop ervan aan het Haagse kunstcentrum LINK, en dus gedwongen verhuizing van alle gebruikers inclusief De Delftsche Zwervers. Toen LINK het volgende jaar afhaakte, ging de gemeente in zee met Scouting en hun renovatieplan. Tijdens de renovatie, die medio 1998 begon vond de stam tijdelijk onderdak bij Scoutingvereniging Nautilus, in hun wachtschip ms Corbulo. Toen de renovatie in 2000 gereed was konden de Zwervers terug naar de kruittoren.

## Activiteiten
Ieder lid organiseert af en toe een avondprogramma. Daardoor zijn de activiteiten erg uiteenlopend: ledlampjes solderen, vuurspuwen, bier/thee proeven, speurtochten, beeldhouwen enzovoorts . Verder gaan leden vaak een weekend of langer eropuit, bijvoorbeeld klussen op het Scoutingterrein Ada's Hoeve of, liefst in de winter, wandelen en wildkamperen in de Ardennen.

### Kampen
Sinds hun oprichting proberen de Delftsche Zwervers iets voor de maatschappij te betekenen door activiteiten te organiseren voor kinderen die in de maatschappij een beetje buiten de boot (dreigen te) vallen. Een vast terugkerende activiteit is de organisatie van de jaarlijkse kinderkampen, "Marthakampen", op het Scoutingterrein Gilwell Ada's Hoeve in Ommen. Het idee van de Marthakampen is ontstaan in het trainingskamp voor leiders, dat in 1921 in Ermelo gehouden is. De eerste jaren nam de stam kinderen uit een kindertehuis (de Martha Stichting) uit Alphen aan den Rijn mee op kamp, onder andere naar Walcheren. Ook met kinderen uit Haagse Controlewoningen trokken ze eropuit. Vanaf 1925 gingen ze naar Ommen, naar het kampeerterrein in de bossen bij Zeesse. Toen de Zwervers in de jaren 60 uit de Nederlandsche Padvinders traden, kregen ze Zeesse en Ada's Hoeve voor de reünies toch ter beschikking omdat ze bekend waren bij de beheerder, Hopman Wijnmaalen. Toen die na 44 jaar dienst te hebben gedaan vertrok en Karel en Marty Budde als nieuwe beheerders op Ada's Hoeve kwamen, traden ze weer toe tot de nieuwe organisatie Scouting Nederland. In de jaren zestig kwamen de Marthakampen tot een einde en zijn kampen gehouden voor Oost-Duitse vluchtelingenkinderen, en daarna voor Haagse kinderen via het Leger des Heils. In 1969 werd contact gelegd met de P.H. Schreuderschool, die voortaan jaarlijks op kamp ging. In 1971 was er een gemengd kamp met kinderen van de Schreuderschool en de Broekhuysenschool. Vanaf 1979 waren de kampen op Roggeveld B van Ada’s Hoeve, en niet meer op Zeesse, dat door Staatsbosbeheer niet meer aan Scouting beschikbaar werd gesteld. Door de jaren heen zijn er wat scholenwisselingen geweest maar het zijn nog steeds schoolkampen voor SBO-scholen uit de regio. In 2010 is de stam, wegens het wegvallen van een van de scholen, op zoek gegaan naar een nieuwe doelgroep, die gevonden werd in de voedselbank Delft.  In 2018 is gestopt met het organiseren van de jaarlijkse kinderkampen omdat het steeds lastiger werd om langdurige relatie met een organisatie in de doelgroep op te bouwen. Voor 1988 waren er twee kampen van een week van woensdag tot en met woensdag, vanaf dat jaar van maandag tot en met vrijdag. Tussen 1989 en 1999 werden vanwege voldoende capaciteit drie kampen gehouden. Later is de duur van de kampjes van vijf naar vier dagen teruggebracht.
Ter vervanging van de kampen organiseren vanaf 2025 de Delftsche Zwervers op Ada's Hoeve met pasen een HIT-onderdeel. Enige jaren gaan kleinere en grotere groepen leden mee met de kampen van vakantiekind, dit zijn kampjes die qua doelgroep en opbouw vergelijkbaar zijn met de DZ kampjes, maar qua organisatie veel grootschaliger.